# Aloísio Chulapa
Aloísio José da Silva, mais conhecido como Aloísio ou Aloísio Chulapa  (Atalaia, 27 de janeiro de 1975), é um ex-futebolista brasileiro que atuava como centroavante.

## Carreira
O alagoano Aloísio começou sua carreira no CRB, mas depois teve pequenas passagens pelo Flamengo e Guarani.
Contudo, foi no Goiás, aonde chegou em 1997, que Aloísio conseguiu se destacar. Após ser tricampeão goiano, transferiu-se para o futebol europeu em meados de 1999. Jogou no Saint-Etienne e no Paris Saint-Germain, ambos da França.
Em 2005, estava há dois anos no Rubin Kazan, da Rússia, quando acertou com o Atlético-PR. Brilhou naquela temporada e acabou atraindo o interesse do São Paulo, que, sugerido por Amoroso, contratou-o a tempo de disputar o Mundial Interclubes de 2005, no Japão.
No São Paulo, Aloísio possivelmente viveu a melhor fase de sua carreira. Ganhou títulos importantes, como o Mundial Interclubes, no Japão, e o Campeonato Brasileiro, e passou a receber destaque na mídia nacional e internacional. Foi dele a assistência para o gol de Mineiro na grande final contra o Liverpool Football Club em 2005 e foi onde ganhou o apelido carinhoso de Chulapa, comparado ao ex-atacante Serginho Chulapa pela semelhança de envergadura entre os dois.
No dia 29 de agosto de 2008, Aloísio se transferiu para o Al-Rayyan, do Qatar, por um milhão de dólares.
Após defender o Al-Rayyan por oito meses onde obteve grandes resultados e ser destaque entre os jogadores, Aloísio foi contratado em 9 de maio de 2009 pelo Vasco da Gama.
Aloísio demorou 3 meses para poder estrear no seu novo time devido à janela de transferências europeia, onde jogadores de fora do Brasil só poderiam jogar em agosto em times nacionais; porém, durante este tempo ficou realizando atividades físicas e treinando entre os reservas do Vasco da Gama.
Em Janeiro de 2010, o jogador encerrou o contrato com o Vasco e acertou com o Ceará.
Após três jogos, nenhum gol marcado e um pênalti perdido, Aloísio deixa o Ceará no dia 3 de Março de 2010. Algumas semanas depois ele acertou com o Brasiliense.
Para o ano de 2011, Aloísio foi contratado pela empresa Havan para atuar no time da cidade, o Brusque.
Em agosto do mesmo ano voltou para o CRB para realizar o sonho de voltar a defender seu time de coração. Aloísio tem grande prestígio com a torcida regatiana. Em seu retorno ao CRB teve uma curta e brilhante passagem, sendo um dos principais destaques da campanha do vice-campeonato da Série C de 2011 e do título do Campeonato Alagoano 2012.
Em dezembro de 2012, Chulapa decidiu adiar por um ano o encerramento de sua carreira e acertou com a Francana para as disputas do Campeonato Paulista da Série A-3. Menos de dois meses depois de assinar com a agremiação do interior paulista Aloísio, entretanto, rescindiu seu vínculo com o clube, onde realizou apenas duas partidas.
Em fevereiro de 2013, Aloísio acertou com o Gama para a disputa do campeonato candango de 2013.
No dia 12 de março de 2014, Aloísio abriu a escolinha de futebol para crianças em Atalaia-AL, com a presença do goleiro Rogério Ceni, a Escolinha de Futebol Meninos de Ouro servirá para tirar as crianças das ruas de Atalaia e região. O projeto conta com a ajuda do empresário Zeca do Grão de Ouro e deve atender cerca de 150 meninos e meninas. Só poderão atuar na escolinha aqueles alunos que estiverem com boas notas na escola.
Em agosto de 2015, iniciou a terceirona paranaense pelo Grêmio Maringá.. Em dezembro do mesmo ano, assinou contrato de um ano com o Comercial-MS. Pelo Comercial-MS, contabilizou 3 gols (incluindo um no Clássico Comerário e um no primeiro jogo da final) e foi vice-campeão do Campeonato Sul-Mato-Grossense de Futebol de 2016.
Em maio de 2016, acertou com o Sete de Dourados-MS para a disputa da Série D.
No final de 2016, Aloísio se popularizou ainda mais nas redes sociais por ter criado as expressões: 'mim acher' e 'descubra' que são utilizadas pelos fãs de futebol.
No início de 2017 anunciou sua aposentadoria do futebol e começa nova carreira como secretário de Esportes do município de Atalaia, cidade onde nasceu.
Em 30 de setembro de 2017, aos 42 anos, foi anunciado pelo Nova Conquista para a disputa da Segunda Divisão Tocantinense 2017, que terá início em outubro e término em dezembro.

## Pós-aposentadoria
Em 27 de fevereiro de 2018 foi confirmado pela Record TV como um dos participantes da terceira temporada do reality show Power Couple Brasil, ao lado de sua mulher Luisa João Marcelo de Albuquerque, que se conheceram no Costela Grill em Cornélio.
Em 18 de setembro de 2018 foi confirmado pela Record TV como um dos participantes da décima temporada do reality show A Fazenda.
Entre novembro e dezembro de 2022 participou da cobertura da Copa do Mundo FIFA do Catar pelo canal por assinatura SporTV, fazendo parte da equipe do programa Tá Na Copa, ao lado do jornalista Igor Rodrigues, do humorista e apresentador Magno Navarro e da atriz Deborah Secco.

## Títulos
Flamengo
- Campeonato Carioca: 1996
- Copa Ouro: 1996

Goiás
- Campeonato Goiano: 1997, 1998 e 1999

Paris Saint-Germain
- Copa Intertoto da UEFA: 2001

Athletico Paranaense
- Campeonato Paranaense: 2005

São Paulo
- Campeonato Mundial de Clubes da FIFA de 2005[17]
- Campeonato Brasileiro: 2006, 2007 e 2008

Vasco da Gama
- Campeonato Brasileiro - Série B: 2009

CRB
- Campeonato Alagoano: 2012

### Individuais
- Seleção da Copa Toyota Libertadores da América: 2005 (Atlético-PR)
- Seleção da Copa Toyota Libertadores da América: 2006 (São Paulo)
- Bola de Prata: 2006 (São Paulo)

### Artilharia
- Copa Toyota Libertadores da América: 2006 – 5 gols (São Paulo)
- Campeonato Goiano de Futebol de 1997 – 27 gols (Goiás)

### Recordes
- 2.º maior artilheiro em uma única edição do Campeonato Goiano, com 27 gols pelo Goiás